# Metroxylon vitiense
Metroxylon vitiense là loài thực vật có hoa thuộc họ Arecaceae. Loài này được (H.Wendl.) Hook.f. mô tả khoa học đầu tiên năm 1884.

## Hình ảnh

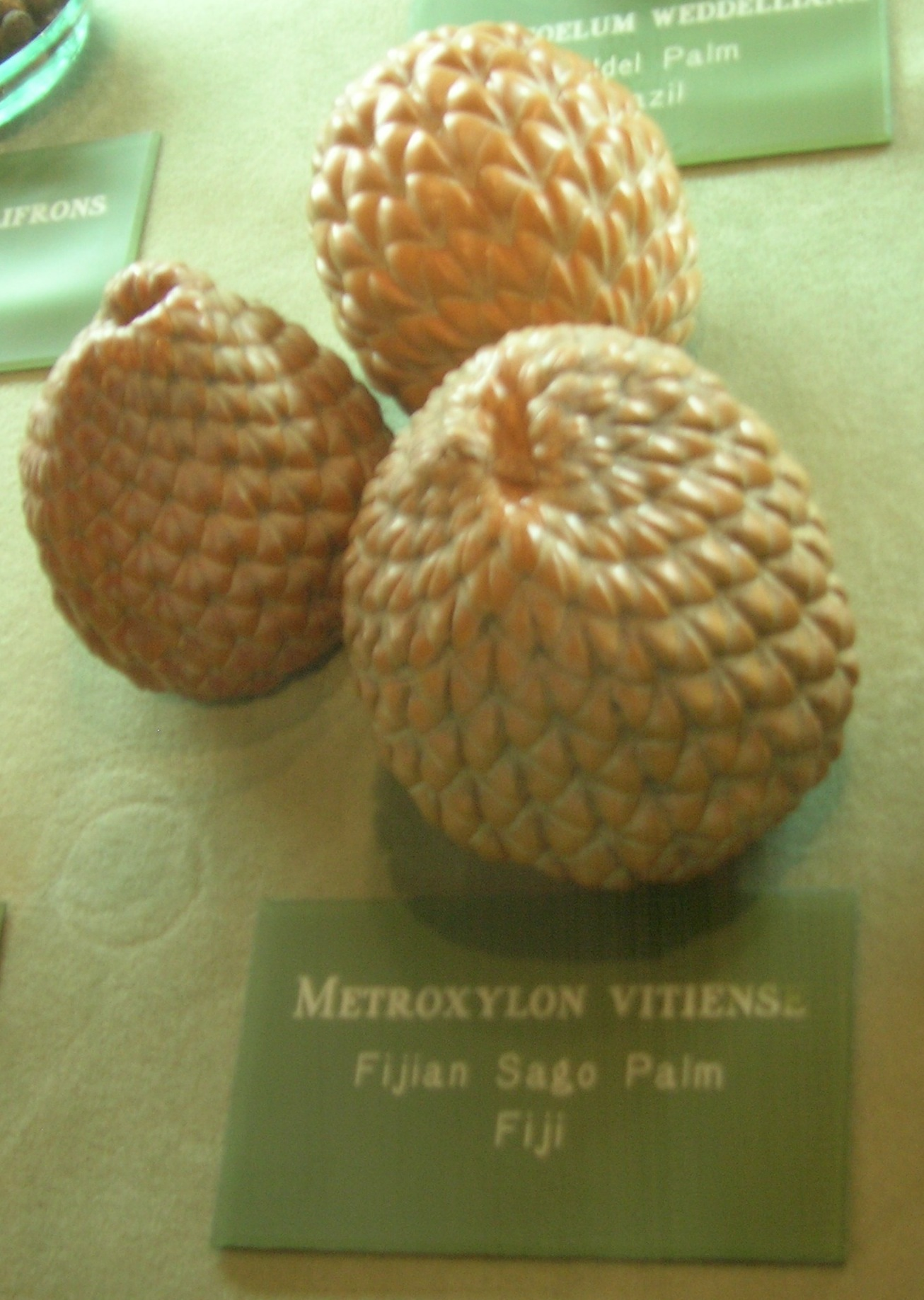
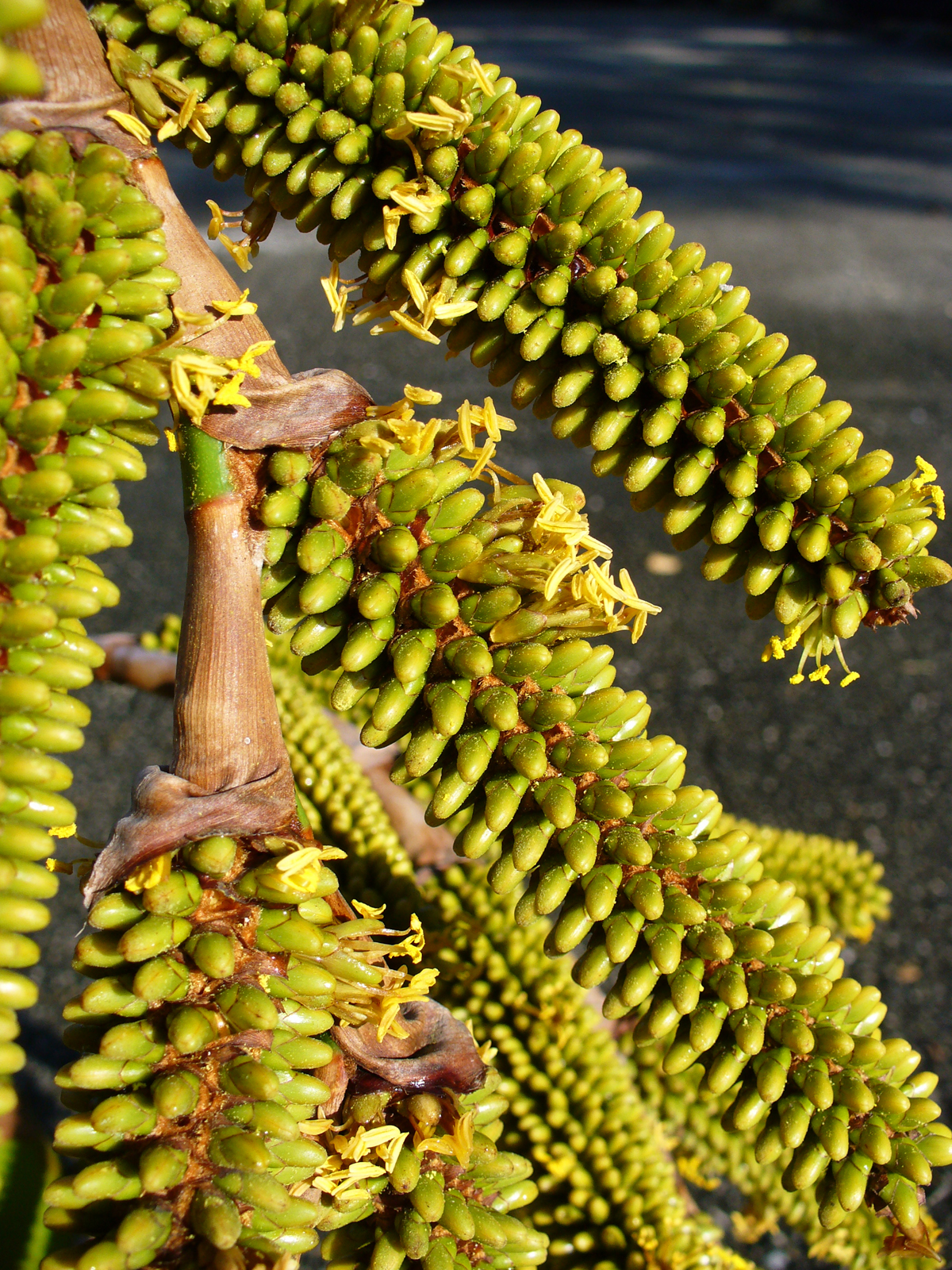